# Гарделеген
Гарделеген (нем. Gardelegen) — город в Германии, в земле Саксония-Анхальт.
Входит в состав района Зальцведель. 
Подчиняется управлению Гарделеген Штадт.  Население составляет 23 971 человек (на 31 декабря 2010 года). Занимает площадь 632 км². Официальный код  —  15 3 70 029.